# Kanada földrajza
Kanada földrajza hatalmas és változatos területet ír le. Az Észak-Amerika északi felének nagy részét elfoglaló Kanada, teljes területét tekintve Oroszország mögött a Föld második legnagyobb országa.
Kanada óriási területet tölt ki a tőle nyugatra levő Csendes-óceán, a keletre elhelyezkedő Atlanti-óceán, az északi Jeges-tenger, valamint a délre és északnyugatra levő Amerikai Egyesült Államok és Alaszka, továbbá az északkeletre elhelyezkedő Grönland között (az ország jelmondata is erre utal: „Tengertől tengerig”). Újfundland déli partja közelében egy francia gyarmat található, a Saint-Pierre és Miquelon szigetcsoport. 1925 óta Kanada a tulajdonának tekinti a nyugati hosszúság 60 és 141°-a között az Északi-sarkig terjedő területet; ez a követelés azonban vitatott.
9 984 670 km²-es területével (melyből 9 093 507 km² szárazföld és 891 163 km² víz), Kanada valamivel kisebb, mint Oroszország háromötöd része, de majdnem 1,2-szer nagyobb, mint Ausztrália, valamivel nagyobb, mint Európa és több, mint 40-szer nagyobb, mint az Egyesült Királyság. Kanada teljes területe valamelyest meghaladja az Egyesült Államokét és Kínáét, de a szárazföldi területét tekintve (ami Kína esetében 9 326 410 km², az Egyesült Államok esetében pedig 9 161 923 km²) a negyedik helyet foglalja el.
Kanada (és egyben a világ) legészakibb települése a Canadian Forces Station (CFS) Alert (a nunavuti Alerttől északra) az Ellesmere-sziget északi csücskén, az északi-szélesség 82,5°-án, az Északi-sarktól 834 kilométerre fekszik.
Az mágneses Északi-sark a Kanada által a sarkvidéken igényelt területen található, az újabb mérések azonban azt jelzik, hogy Szibéria felé tolódik.

## Fizikai földrajz

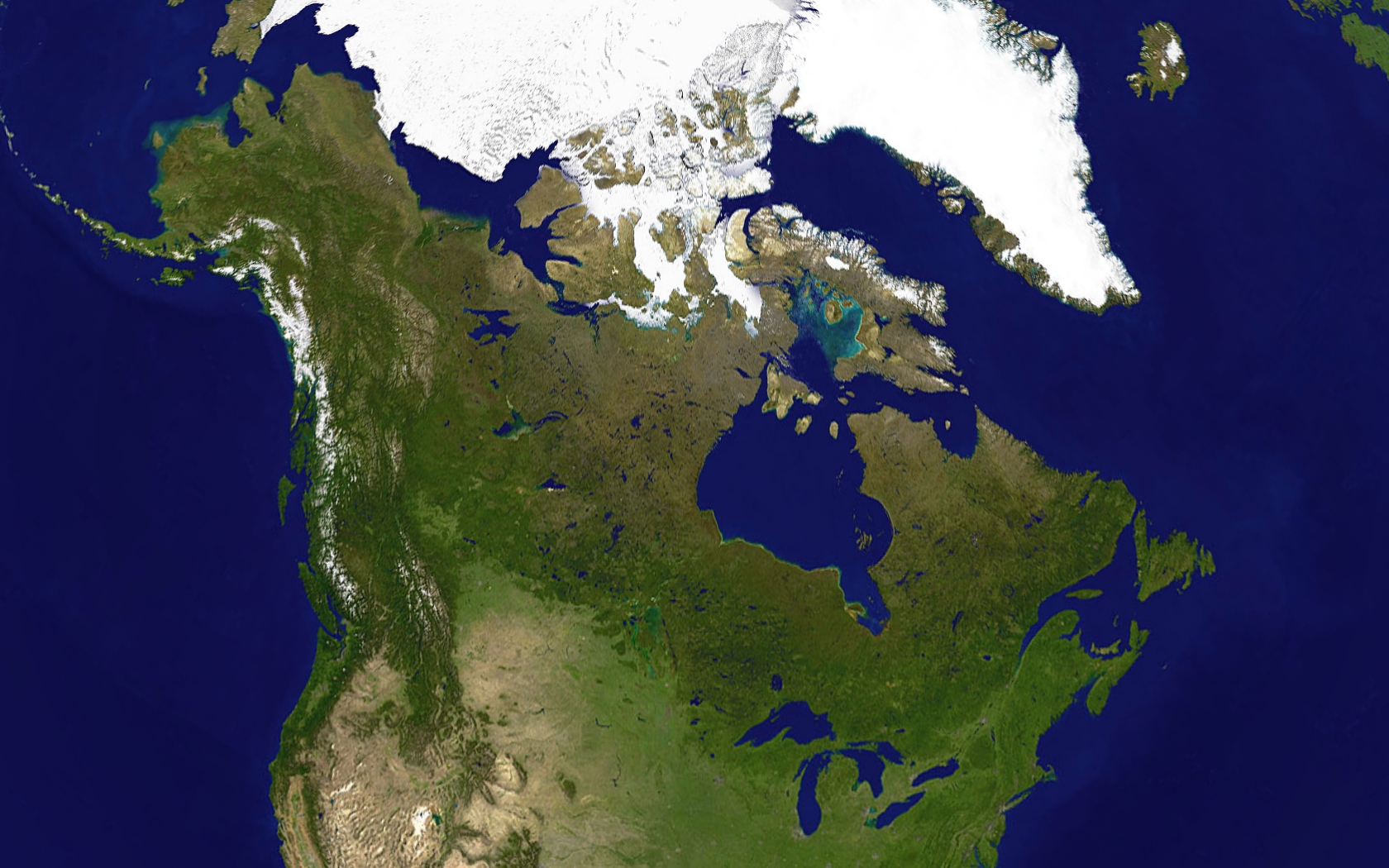
Kanada összetett műholdas képe

Kanada 9 984 670 km² területet fed le és különféle geoklimatikus régiókból áll. Az országhoz óriási tengeri terület is tartozik, amit a világ leghosszabb, 202 080 km-es partvonala határol.
Kanada fizikai földrajza nagyon változatos. A sarki erdők országszerte túlsúlyban vannak, a jégtakaró feltűnő a sarkvidéki területeken, a Sziklás-hegységben és az aránylag lapos, délnyugati kanadai prérin, amely elősegíti a termékeny mezőgazdaságot. A (délnyugatról) a Szent Lőrinc-folyó által ellátott Nagy-tavak mellett található alföldek adnak otthont a kanadai lakosság nagy részének.

### Appalache-hegység
Az Appalache-hegység az Egyesült Államokbeli Alabamából kiterjed a Gaspé-félszigetig és az Atlanti tartományokig, folyóvölgyekkel szabdalt dombokat képezve. Ez a képződmény végigfut Québec déli részén is.
Az Appalache-hegység (pontosabban a Notre Dame- és a Long Range-hegység) régi és erodált hegyekből áll, melyek körülbelül 380 millió évvel ezelőtt alakultak ki. Az Appalache-hegység fontos részét képezi a Mount Jacques-Cartier (Québec, 1268 m) és a Mount Carleton (Új-Brunswick, 817 m). Az Appalache részei, melyek az utolsó jégkorszak idején nunatakok voltak, gazdag helyi flórának és faunának adnak otthont.

### A Nagy-tavak és a Szent Lőrinc-alföldek

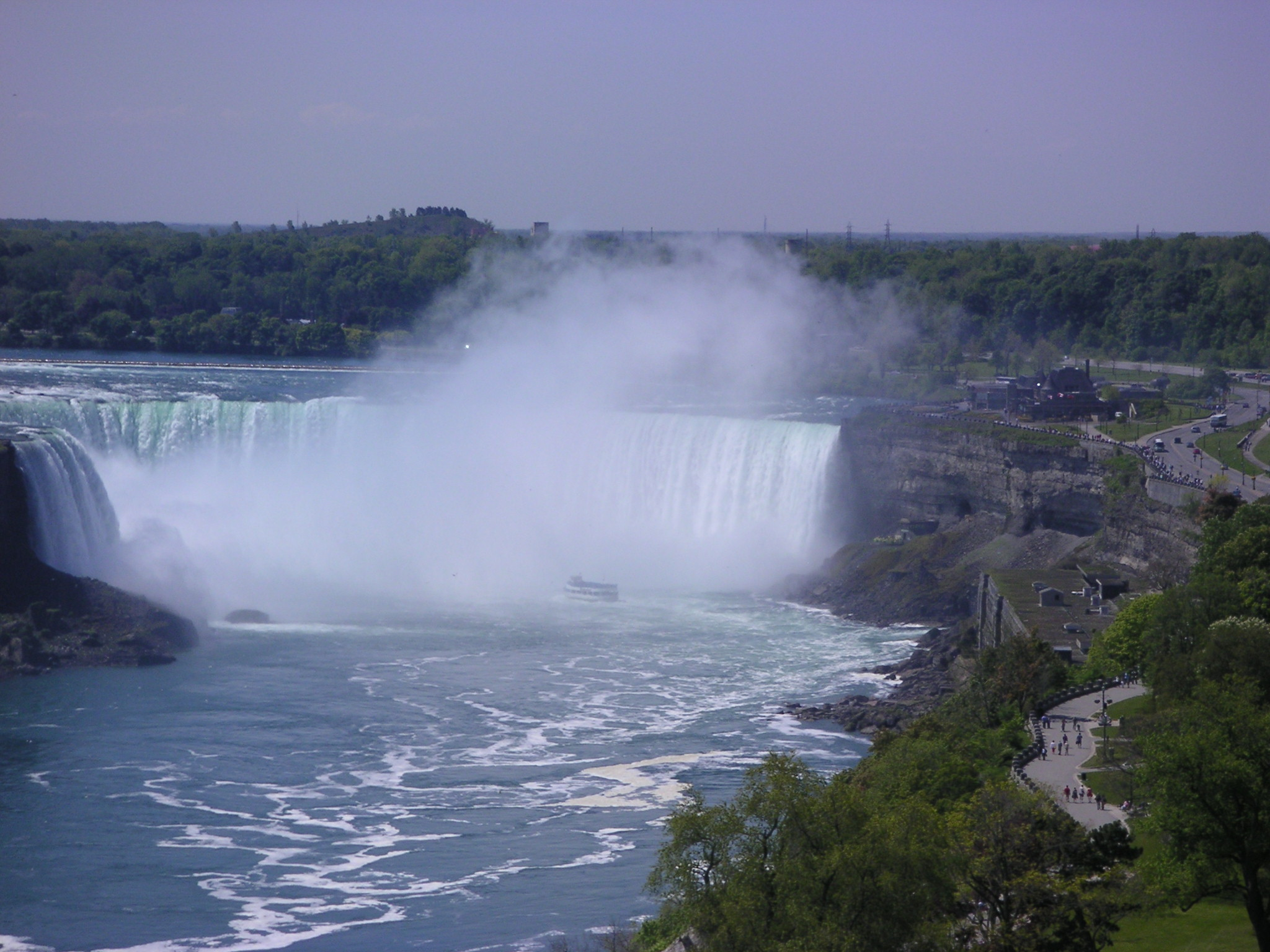
A Niagara-vízeséshez tartozó Horseshoe-vízesés a világ egyik legnagyobb vízesése, a vízienergia fő forrása és a turisták kedvelt célpontja

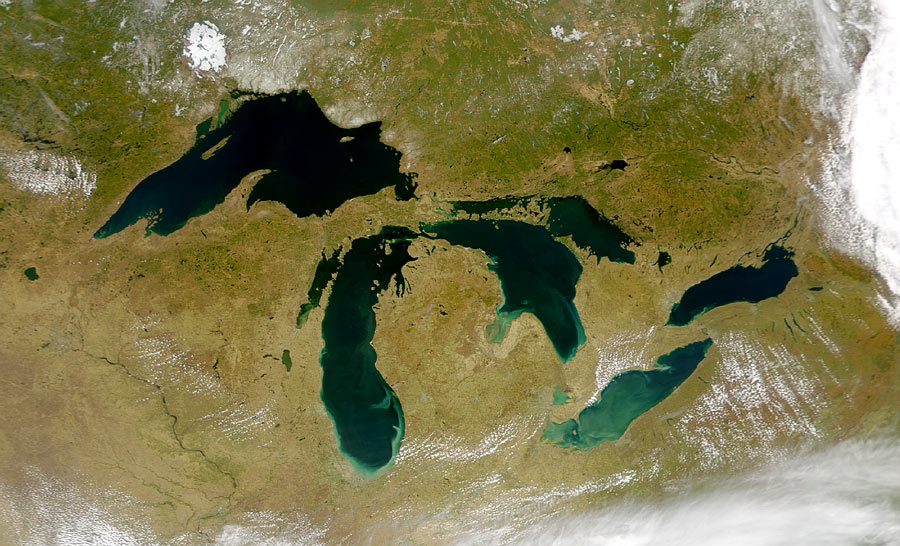
A Nagy-tavak az űrből

Québec és Ontario déli, a Nagy-tavak (Kanadai oldalról az Ontario-tó) és a Szent Lőrinc-folyó medencéje (más néven a Szent Lőrinc-alföld) által határolt részei szintén üledékben gazdag síkságok. A 20. századi kolonizációt és városiasodást megelőzően az Appalache-hegység és a Kanadai-pajzs közötti, többnyire sík területet vegyes erdők borították. A földművelés és a fakitermelés következtében az erdők nagy része eltűnt, a megmaradt részek pedig szigorúan védettnek számítanak.2008 novemberéből[forrás?]
Bár a területek domborzata főként lapos és szokványos, a Monteregian-dombok néven ismert batolitok egy többnyire szabályos vonalban átszelik a síkságot. A legismertebb terület a montréali Mount Royal és Mount Saint-Hilaire. Ezeken a dombokon sok ritka ásvány gazdag lelőhelye található.

### Kanadai-pajzs
Saskatchewan, Manitoba, Ontario és Québec északi területei, valamint az Újfundland és Labrador tartományhoz tartozó Labrador szárazföldi területeinek többsége a Kanadai-pajzs hatalmas kőzetalapján helyezkednek el. A pajzs főként a dombok erodált felszínéből és több, a vízienergia termelése szempontjából fontos folyóból áll, melyek elsősorban Québec és Ontario északi részén találhatók. A pajzs körülveszi a Hudson-öböl alföldi mocsarait. A pajzs egyes területeit hegyi körzeteknek nevezik. Ezek közé tartozik a Torngat-hegység és a Laurentia-hegység.
A pajzs a mezőgazdaság szempontjából nem számít aktív területnek, de főként délen a megélhetési földművelés és a kis tejgazdaságok jellemzőek a folyóvölgyekre és a sűrűn előforduló tavak partjaira. A pajzs nagy részét a fakitermelés szempontjából értékes tűlevelűekkel vegyített sarki erdők borítják. A régió számos bányászati lehetőséget kínál.

### Belső kanadai síkság
A kanadai préri egy hatalmas üledékes síksághoz tartozik, ami főként Albertában, Saskatchewan déli részén és Manitoba délnyugati részén, valamint a Sziklás-hegység és az Északnyugati területeken elterülő Nagy-Rabszolga-tó és Nagy-Medve-tó között található. A préri általában (nagyrészt sík) művelhető mezőgazdasági földeket foglal magába, melyek a tartományok déli részén nagy területen folyó gabonatermesztés számára biztosítanak helyet. Ennek ellenére egyes részekre, például a Cypress-dombságra és az Alberta Badlandsre a dombok jellemzők.

### Nyugati Kordillerák
A Kanadai Kordillerák, az Amerikai Kordillerákhoz tartozik, és a Sziklás-hegységtől kelet felé a Csendes-óceánig húzódik.
A Kanadai Sziklás-hegység az Észak-Amerikában és Dél-Amerikában északról délre elterülő kontinentális vízválasztó része. Az Észak-Amerika nyugati partját öntöző Columbia és Fraser folyók felvizei a Kanadai Sziklás-hegységből származnak és e területen a második és harmadik legnagyobb folyóknak számítanak.

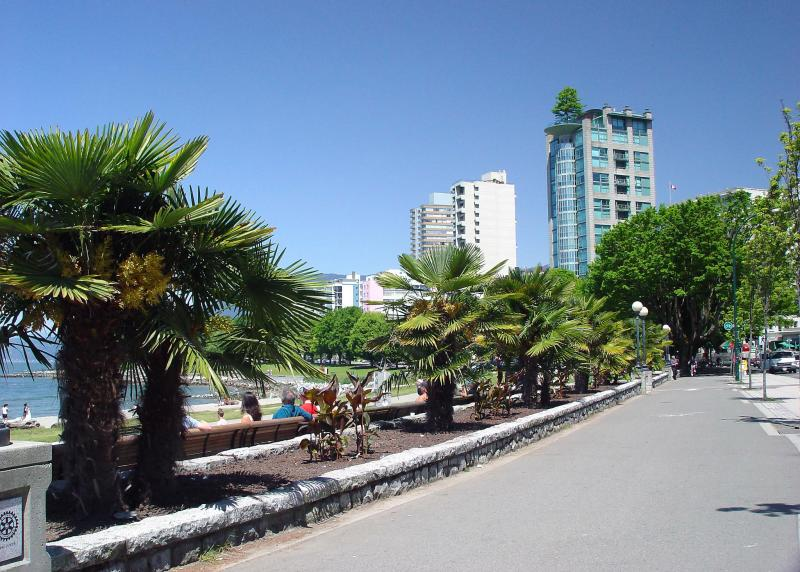
Vancouver éghajlata elég enyhe ahhoz, hogy többféle pálmafa is megéljen

A hegység közvetlen szomszédságában, nyugatra egy nagy belső síkság terül el (a Fraser-fennsík), magába foglalva a Brit Columbia középső részén levő Chilcotin és Cariboo körzeteket, valamint az északabbra fekvő Nechako-fennsíkot. A Brit Columbia északkeleti részén levő Peace folyó völgye, bár a prérihez tartozik, Kanada legészakibb földművelő területe. A Brit Columbia déli középső részén húzódó Okanagan-völgy száraz, mérsékelt éghajlata ideális körülményeket biztosít a gyümölcstermesztés és a borászat számára. A fennsík és a part között egy második hegyi körzet található, a Parti-hegység. A Parti-hegység tartalmazza a világ legnagyobb mérsékelt égövi jégmezőit.
A Brit Columbia déli partjánál levő Vancouver-szigetet az összefüggő Juan de Fuca-, Georgia- és Johnstone-tengerszorosok választják el a szárazföldtől. E szorosokban sok sziget helyezkedik el, közéjük tartoznak például a Gulf-szigetek is. Északra az alaszkai határ közelében a Bella Coola régiótól a Hecate-szorosig terjedő partszakasz mentén terülnek el a Queen Charlotte-szigetek. A fennsíktól eltérően Brit Columbia belterületét és folyóvölgyeit többnyire tűlevelű erdők borítják. Kanada mérsékelt égövi esőerdei a Csendes-óceán partja mentén, a Parti-hegységben, a Vancouver-szigeten és a Queen Charlotte-szigeten találhatók.

### Vulkánok

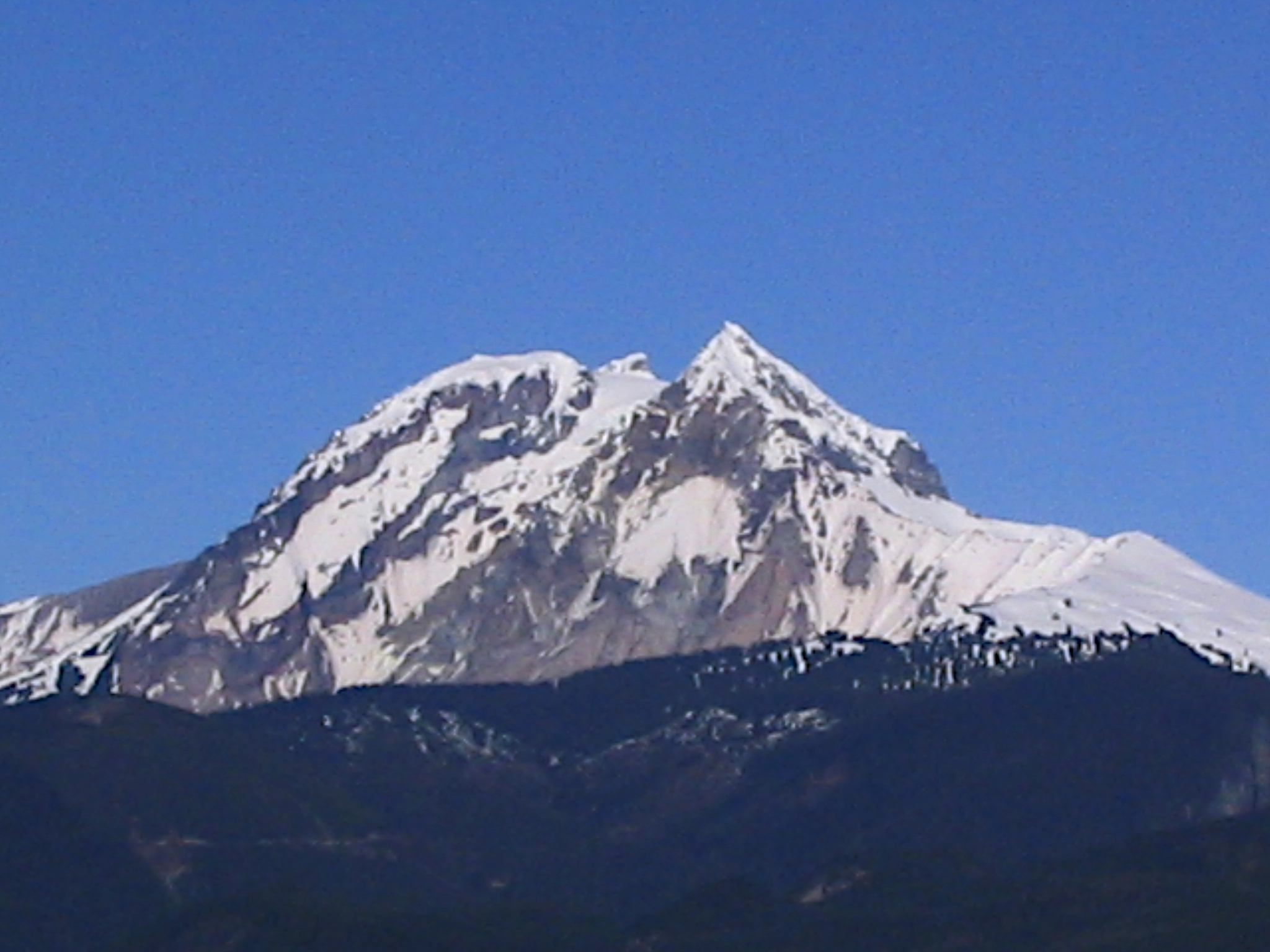
A Mount Garibaldi a Brit Columbiai Squamish község felől

Kanada nyugati felén több vulkán található, melyek a Csendes-óceán szélén levő Csendes-óceáni tűzgyűrű (Pacific Ring of Fire) nevű rendszerhez tartoznak. A Cascade-hegységtől a Yukon területig húzódó vonal mentén több, mint 200 fiatal vulkán helyezkedik el. A vulkánok a típusuk és a tektonikai beállítottságuk alapján öt különböző övbe sorolhatók be. Az Észak-kordillera vulkanikus tartományt vetődés, törés, hasadékképződés, továbbá a csendes-óceáni és az észak-amerikai lemezzel való kölcsönhatás hozta létre. A Garibaldi vulkanikus övet a Juan de Fuca lemez észak-amerikai lemez alá történő alábukása hozta létre. Az Anahim vulkanikus öv az Észak-Amerikai lemez Anahim hot spot felett való nyugatra csúszásának eredménye. A Chilcotin-csoport a feltételezés szerint a Cascadia szubdukciós zóna mögött levő ívmögötti medence kiterjedésétől alakult ki. A Wrangell vulkanikus mezőt a csendes-óceáni lemez észak-amerikai lemez alá való gyűrődése hozta létre az Aleuti-árok legkeletebbre fekvő végén.
Vulkanikus tevékenység a Kanadai-pajzson is előfordul. Itt több, mint 150 (mára eldeformálódott és majdnem laposra erodálódott) vulkanikus öv található, melyek kora 600 millió és 2,8 milliárd év között változik. Kanada fő érclelőhelyei közül több is a prekambriumi vulkánokhoz kapcsolódik. Az Északnyugati területek párnalávája körülbelül 2,6 milliárd éves, és a Cameron folyó vulkanikus övében őrződött meg. A Kanadai-pajzs 2 milliárd évesnél régebbi kőzeteiben levő párnaláva nagy óceáni vulkánok létezését jelzi a földkéreg kialakulásának korai állapotában. Az ősi vulkánok fontos szerepet játszanak Kanada ásványi potenciáljának felbecslésénél. Több vulkanikus öv is a vulkáni tevékenységhez kapcsolódó érclerakódásokat tartalmaz.

### Kanadai sarkvidék
Bár a fahatártól északra a kanadai sarkvidék nagyobb része látszólag végtelen jégből és tundrából áll, többféle geológiai régióból tevődik össze: a Sarkvidéki Kordillerák (az Ellesmere-szigeten levő Brit birodalmi-hegylánccal és az Egyesült Államok-hegylánccal együtt), a világ legészakibb hegységrendszere. A Sarkvidéki Alföld és a Hudson-öböl alföld magába foglalja azon földrajzi terület jelentős részét, amit gyakran Kanadai-pajzsként jelölnek meg (annak ellenére, hogy különáll). A sarkvidéki talaj többnyire permafrostból áll, ami az építkezést nehézzé és gyakran kockázatossá, a földművelést pedig látszólag lehetetlenné teszi.
A sarkvidék a definíció szerint mindaz, ami a fahatártól északra található; a legnagyobb részét Nunavut és az északnyugati területek részei, Yukon, Manitoba, Ontario, Québec és Labrador foglalják el.
A szárazföldtől északra hatalmas szigetvilág terül el (→ sarkvidéki szigetcsoport).

## Vízrajz
| YT NT NU BC AB MB SK ON QC NL PE NB NS |
| Kanada víznyelő medencéi               |

Kanada hatalmas vízkészletekkel rendelkezik: folyói a világ vízkészletének közel 9%-át teszik ki, továbbá itt található a világ mocsarainak negyede és (az antarktiszi és grönlandi mögött) a harmadik legnagyobb kiterjedésű gleccser. Mivel az eljegesedés kiterjedt, Kanadában több, mint két millió, teljesen az ország határain belül levő tó található, melyek közül több mint 31 000 területe 3 és 100 km² között van, míg 563 tó 100 km²-nél nagyobb területű.

### Víznyelő medencék
Az Atlanti vízgyűjtő az Atlanti tartományokhoz (Québec és Labrador határának részeit az atlanti kontinentális vízválasztónál tűzték ki), Québec többnyire lakatlan területeihez és Dél-Ontario nagyobb részéhez tartozik. Ide áramlik a gazdaság szempontjából fontos Szent Lőrinc-folyó és mellékfolyói, valamint a Saguenay, a Manicouagan és az Ottawa folyók vize. A Nagy-tavak és a Nipigon-tó szintén a Szent Lőrinc víznyelői. A Churchill folyó és a Szent János folyó a kanadai atlanti vízgyűjtő fontos elemei.
A Hudson-öböl vízgyűjtő Kanada egyharmad részét fedi le. Ide tartozik Manitoba, Észak-Ontario és Québec, Saskatchewan nagy része Dél-Alberta, Délnyugat-Nunavut és a Baffin-sziget déli fele. Ez a medence leginkább a kanadai prérin kialakuló aszály megelőzése és a vízienergia termelés miatt fontos, különösen Manitoba, Észak-Ontario és Québec területén. A vízgyűjtő fontos elemei közé tartozik a Winnipeg-tó, a Nelson folyó, az Észak- és a Dél-Saskatchewan folyók összefolyásából keletkező Saskatchewan folyó, az Assiniboine folyó és a Baffin-szigeten levő Nettilling-tó. A Wollaston-tó a Hudson-öböl és az Északi-tenger vízgyűjtői között fekszik és a vize mindkét irányba áramlik. Ez a világ legnagyobb olyan tava, amely természetes módon két vízgyűjtővel rendelkezik.
A Sziklás-hegység kontinentális vízválasztója elhatárolja egymástól a Brit Columbiában levő Csendes-óceáni vízgyűjtőt, a sarkvidéki Yukon és a Hudson-öböl vízgyűjtőt. Ez a vízgyűjtő öntözi Brit Columbia földművelés szempontjából fontos területeit (ahogy az Okanagan és a Kootenay folyók völgyeit is), de emellett vízienergia termelésére is használják. Fontos elemei a Yukon, a Columbia és a Fraser folyók.
Alberta, Manitoba és Brit Columbia északi részeihez, az Északnyugati Területekhez, valamint Nunavut és Yukon területekhez a Sarkvidéki vízgyűjtő tartozik. Ez a vízgyűjtő, Kanada leghosszabb folyóját a Mackenzie-t leszámítva kevésbé fontos a vízienergia szempontjából. A Peace, az Athabasca és a Liard folyók, valamint a Nagy-Medve-tó és a Nagy-Rabszolga-tó (a teljesen az ország határain belül levő tavak közül a második és a harmadik legnagyobb) a Sarkvidéki vízgyűjtő fontos elemei. Ezek az elemek végül találkoznak a Mackenzie-vel, ami ezáltal elnyeli a Sarkvidéki vízgyűjtő nagy részét.
Alberta legdélebbi részének vizei a Tej folyó és mellékfolyói által a Mexikói-öbölbe kerülnek. A Tej folyó Montanában, a Sziklás-hegységben ered, majd átfolyik Albertába, végül pedig visszatér az Egyesült Államokba, ahol beleömlik a Missouri folyóba. Délnyugat-Saskatchewan kis részének vizei a Battle-patakon keresztül a Tej folyóba ömlenek.

## Növényföldrajz

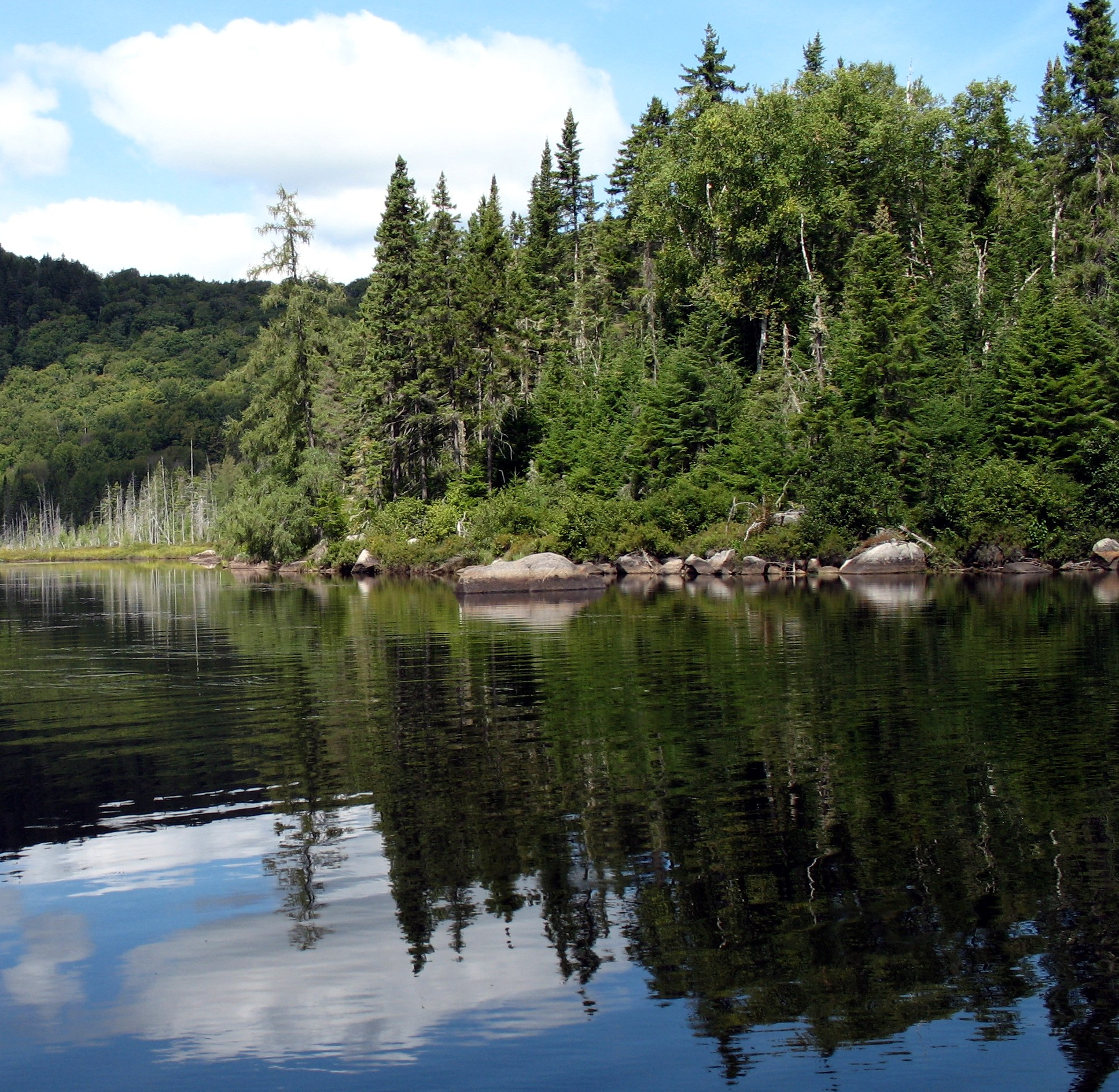
Vegyes erdő – a Québec-i Réserve Faunique de Portneuf látképe

Kanada az 1992-es nemzetközi egyezményre való válaszként elkészítette a Biodiverzitás Akciótervet, melynek célja veszélyeztetett fajok és bizonyos élőhelyek megőrzése. Kanada fő biomjai az alábbiak:
- Tundra
- Sarki erdő
- Vegyes erdő
- Lombhullató erdő
- Préri
- Sziklás-hegység, melynek növényzete a tundra és az erdő több fajtája
- Mérsékelt égövi tűlevelű erdő, melyre példával szolgálnak a Brit Columbia partmenti mérsékelt égövi esőerdei.

## Politikai földrajz
Kanada tizenhárom tartományra és területre oszlik fel. A statisztikák alapján a népesség 72%-a a Kanada és az Egyesült Államok közötti határtól 150 kilométeres távolságon belül, 70%-a az északi szélesség 49. fokától délre, több, mint 60%-a pedig a Nagy-tavak és a Szent Lőrinc-folyó mentén, illetve az ontariói Windsor és Québec city között él. Emiatt Kanada területének nagy része ritkán lakott vadon; az ország népsűrűsége 3,5 fő/km², ami a világon a legalacsonyabbak közé tartozik. Ennek ellenére a kanadai népesség 79,7%-a városokban él, ahol a népsűrűség növekszik.
A Kanada és az Egyesült Államok közötti 8893 km hosszúságú határ a világ leghosszabb nem védett határa, melynek alaszkai-kanadai szakasza 2477 km hosszú. Kanadától északkeletre fekszik a Dániától elszakadt Grönland, melyet a Kanadai sarki szigetívtől a Baffin-öböl és a David-tengerszoros választ el. A Franciaországhoz tartozó Saint-Pierre és Miquelon szigetek Újfundland partjaitól délre terülnek el, a Szent Lőrinc-öbölben, és hozzájuk kapcsolódik egy, a kanadai exkluzív gazdasági zónába beékelődő tengeri terület. Kanada egy 2006 decemberében megjelent térkép alapján Dániával közös szárazföldi határral is rendelkezik, ami a megállapodás szerint a Hans-szigeten húzódik.
Kanada földrajzilag közel fekszik az Egyesült Államokhoz, és a két országot történelmi szálak is egymáshoz fűzik. Mivel Kanada a hidegháború idején az egykori Szovjetunió (a mai Oroszország) és az Egyesült Államok között helyezkedett el, stratégiailag fontossá vált, ugyanis az Északi-sark és Kanada felé vezetett a legrövidebb út az interkontinentális ballisztikus rakéták számára. A hidegháború vége óta egyre több feltevés születik arról, hogy Kanada sarkvidéki tengeri területekre vonatkozó igényei mennyire válhatnak fontossá abban az esetben, ha a globális felmelegedés hatására elolvadó jég megnyitja az Északnyugati átjárót.
Ehhez hasonlóan a Nares-tengerszorosban, az Ellesmere-sziget és Észak-Grönland között fekvő apró és (Dániával szemben) vitatott Hans-sziget fontossá válhat a kanadai sarkvidék szuverenitása szempontjából.
Az Egyesült Államok Arizona, Utah, Colorado és Új-Mexikó államait összekötő „Four Cornershez” (Négy sarok) hasonló ponttal Kanada is rendelkezik a Kasba-tó közelében, ahol két tartomány (Saskatchewan, Manitoba) és két terület (Északi Területek, Nunavut) érintkezik egymással.

## Természeti kincsek
Kanada bővelkedik természeti kincsekben, melyekre gazdaságának folyamatosan szüksége is van. A legfőbb erőforrás alapú ágazatok a halászat, az erdőgazdálkodás, a földművelés, a kőolajipar és a bányászat. A halászat Kanadában történelmileg az egyik legerősebb ágazatnak számít. Az ipar a 16. században az újfundlandi Grand Banks egyedülálló Atlanti tőkehal készleteivel vette kezdetét. Mára ezek a készletek majdnem kimerültek, és a megőrzésük lett az Atlanti tartományok legfőbb feladata. A nyugati parton a tonhal készletek jelenleg korlátozottak. A kevésbé kimerült (de nagymértékben csökkenő) lazac populáció folyamatosan erősíti a halászatot. Kanada 22 kilométernyi tengeri területet birtokol, egy 44 kilométeres szomszédos zónával, egy 370 kilométeres exkluzív gazdasági zónával és egy 370 kilométeres kontinentális peremmel rendelkezik.
Az erdőgazdálkodás régóta fontos része Kanada iparának. Az erdők a nemzeti export öt százalékát alkotják. A legnagyobb erdőgazdasággal rendelkező tartományok közé tartozik Brit Columbia, Ontario és Québec. Az ország területének 54%-át erdők borítják. A sarki erdők az erdős területek 40–50 százalékát teszik ki.

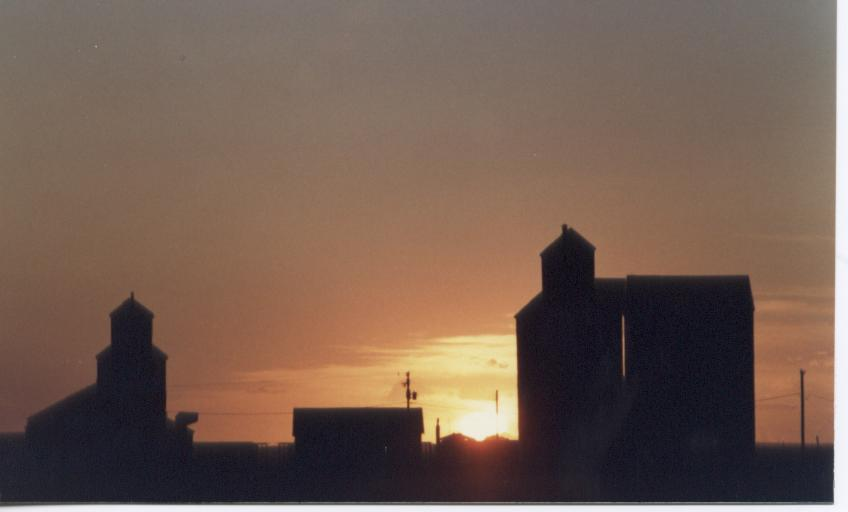
Gabonaelevátorok Albertában

Kanada földterületeinek 5%-a megművelhető, de ezek nem állnak állandó művelés alatt. A földek 3%-át legelőként használják. Az ország (egy 1993-as becslés alapján) 7200 km² öntözött területtel rendelkezik. A földművelés alatt álló területekhez tartozik a kanadai préri, az Alsó szárazföld és Brit Columbia belső fennsíkja, a Szent Lőrinc-medence, továbbá a tengeri tartományok. A fő termények közé tartozik a prérin a len, a zab, a búza, a kukorica az árpa, a cukorrépa és a rozs, Nyugat-Ontarióban a len és a kukorica, a tengeri tartományokban pedig a zab és a paradicsom. A legtöbb gyümölcsöt és zöldséget az Új-Skóciában levő Annapolis-völgy, Délnyugat-Ontario, az ontariói Georgian-öböl déli partján levő Golden Horseshoe régió és a Brit Columbiában levő Okanagan-völgy gazdaságai termelik. A szarvasmarha és a juh tenyésztése Brit Columbia völgyeiben zajlik. Emellett a prériken szarvasmarhát, juhot és sertést, Nyugat-Ontarióban szarvasmarhát és sertést, Québecben juhot és sertést, a tengeri tartományokban pedig juhot tenyésztenek. Új-Skócia közepén, New Brunswick déli részén, a Szent Lőrinc-völgyben, Északkelet-Ontarióban, Délnyugat-Ontarióban, a manitobai Red folyó völgyében, Brit Columbia keleti völgyeiben, valamint a Vancouver-szigeten és az Alsó szárazföldön jelentős tejgazdasági területek találhatók.
Kanada nemrégiben fejlődésnek indult erőforrásai közé tartoznak a fosszilis üzemanyagok, a kőolaj és a földgáz, melyeket a Nyugat-Kanadai üledékes medencéből termelnek ki az 1900-as évek közepe óta. Bár az ország nyersolaj készlete kicsi, az utóbbi évtizedek technikai fejlesztései lehetővé tették az albertai Tar Sands olajának feltárását, így mára Kanada birtokolja a világ egyik legnagyobb olajtartalékát. Emellett a kanadai ipar régóta foglalkozik a nagy szén és földgáz lelőhelyek kiaknázásával is.
Kanada sokféle és nagy mennyiségű ásványkinccsel rendelkezik. A Kanadai-pajzson és északon kiterjedt vas-, nikkel-, cink-, réz-, arany-, ólom-, molibdén- és uránlelőhelyek találhatók. A sarkvidéken folyó új keletű gyémántbányászat által Kanada a világ egyik legnagyobb gyémánttermelőjévé lépett elő. A Kanadai-pajzson sok bányászváros foglalkozik az ásványlelőhelyek hasznosításával. A legnagyobb és egyben legismertebb az ontariói Sudbury. Sudbury kivételt képez a szokványos ásványképződés alól, ugyanis jelentős bizonyíték támasztja alá azt, hogy a Sudbury-medence egy ősi meteorit-becsapódási kráter. A közeli, ám kevésbé ismert Temagami mágneses anomália erős hasonlóságot mutat a Sudbury-medencével. Mivel a két helyen hasonló mágneses anomáliák tapasztalhatók, lehetséges, hogy a második hely is egy fémben bővelkedő becsapódási kráter. A Kanadai-pajzsot hatalmas sarki erdők borítják, melyek fontosak a fakitermelés számára.
Kanada fő folyóit nagymértékben használják vízienergia termelésre. A fontosabb energiatermelők közé tartozik Brit Columbia, Ontario, Québec és Labrador, ahol számos gát szolgál tiszta, megbízható energiaforrásként.

## Természeti veszélyek
Az északon található permafrost komoly akadályt képez a fejlesztések számára. A keletről, a Sziklás-hegység felől érkező ciklonszerű viharok a sarkvidéki, a csendes-óceáni és az észak-amerikai kontinentális légtömegek keveredésével alakulnak ki, és ezek adják az ország felett eső és hó formájában hulló csapadék nagy részét.

## Aktuális környezeti problémák
A légszennyezés és az ebből származó savas eső súlyosan érinti a tavakat és megrongálja az erdőket is. A fémolvasztás, a szénégetés és a járművek gázkibocsátása kihat a földművelés és az erdőgazdálkodás termelékenységére. Emellett az óceán vizét beszennyezi a földművelés, az ipar, a bányászat és az erdőgazdálkodás tevékenysége.
A globális klímaváltozás és a sarki régiók felmelegedése jelentős környezeti változásokat eredményezhet, mint például a jegesmedvék eltűnése, a természeti kincsek utáni kutatás, majd az ezt követő kitermelés megváltozása, és az alternatív szállítási útvonalak kialakítása a Panama-csatornán és az Északnyugati átjárón keresztül.

## Legszélsőbb pontok

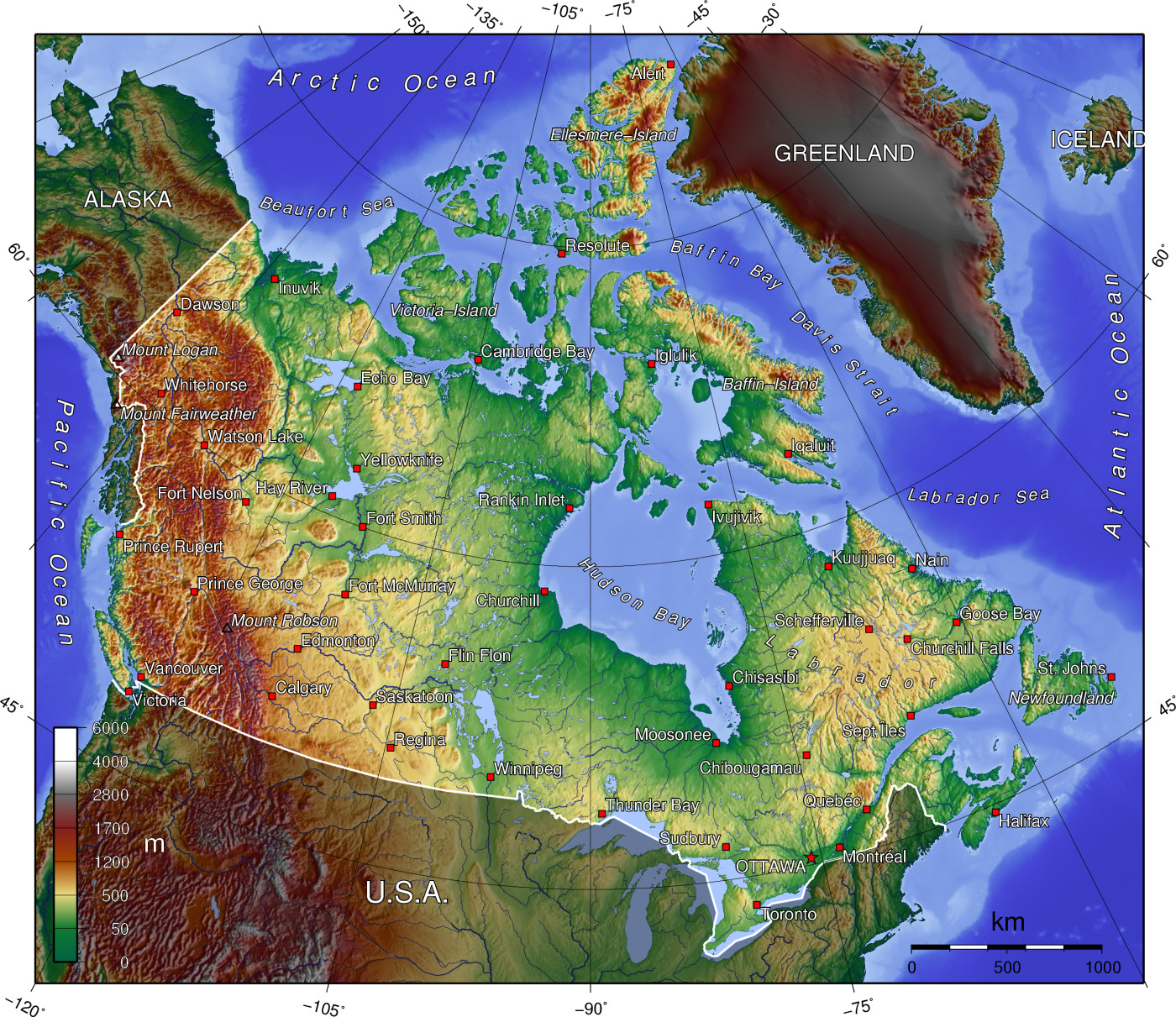
Topográfiai térkép

A Kanada határain belüli legészakibb vízi pont a nunavuti Ellesmere-szigeten levő Cape Columbia (83°08'É, 74°13'Ny). Az északi szélesség 90°-ánál levő Északi-sark a legészakibb pont. A kanadai szárazföldön a legészakibb pont a Boothia-félszigeten levő Murchison Promontory (71°58'É).
A legdélebbi vízi pont az Ontario állambeli Middle-sziget (41°41'É, 82°40'Ny) az Earie-tavon, az ontariói-ohiói határ közelében (41°40'35"É). A legdélibb kanadai szárazföldi pont a Point Pelee Nemzeti Park, Ontarióban (41°54'23"É).
A legnyugatibb pont a yukoni-alaszkai határ (141°00'Ny).
A legkeletibb vízi pont az újfundlandi Cape Spear (47°31'É, 52°37'Ny). A legkeletibb szárazföldi pont a labradori Cape St. Charles (52°13'É, 55°37'Ny).
A legalacsonyabb pont a tengerszint, 0 méteren, a legmagasabb pedig a Mount Logan 5959 méteres magasságban.

## Kanada tartományai és területei
| YT NT NU BC AB MB SK ON QC NL PE NB NS |
| Kanada tartományai és területei        |

## Fordítás
- Ez a szócikk részben vagy egészben a Geography of Canada című angol Wikipédia-szócikk ezen változatának fordításán alapul.  Az eredeti cikk szerkesztőit annak laptörténete sorolja fel. Ez a jelzés csupán a megfogalmazás eredetét és a szerzői jogokat jelzi, nem szolgál a cikkben szereplő információk forrásmegjelöléseként.